# Good for You
Good for You ist ein Lied der amerikanischen Sängerin Selena Gomez und des amerikanischen Rappers A$AP Rocky. Es ist die erste Singleauskopplung aus dem im Herbst 2015 erschienenen zweiten Soloalbum Revival. Die Single wurde am 22. Juni 2015 veröffentlicht, das dazugehörige Musikvideo am 26. Juni 2015.

## Entstehung und Veröffentlichung
Good for You wurde von Selena Gomez, Julia Michaels (die schon an Slow Down und Undercover mitgewirkt hatte) und Justin Trainer geschrieben, sowie von Sir Nolan und Nick Monson produziert. Es ist die erste Single, die Selena Gomez unter ihrem neuen Plattenlabel Interscope Records veröffentlichte und die erste Single, die Gomez mit einem Rapper aufnahm.

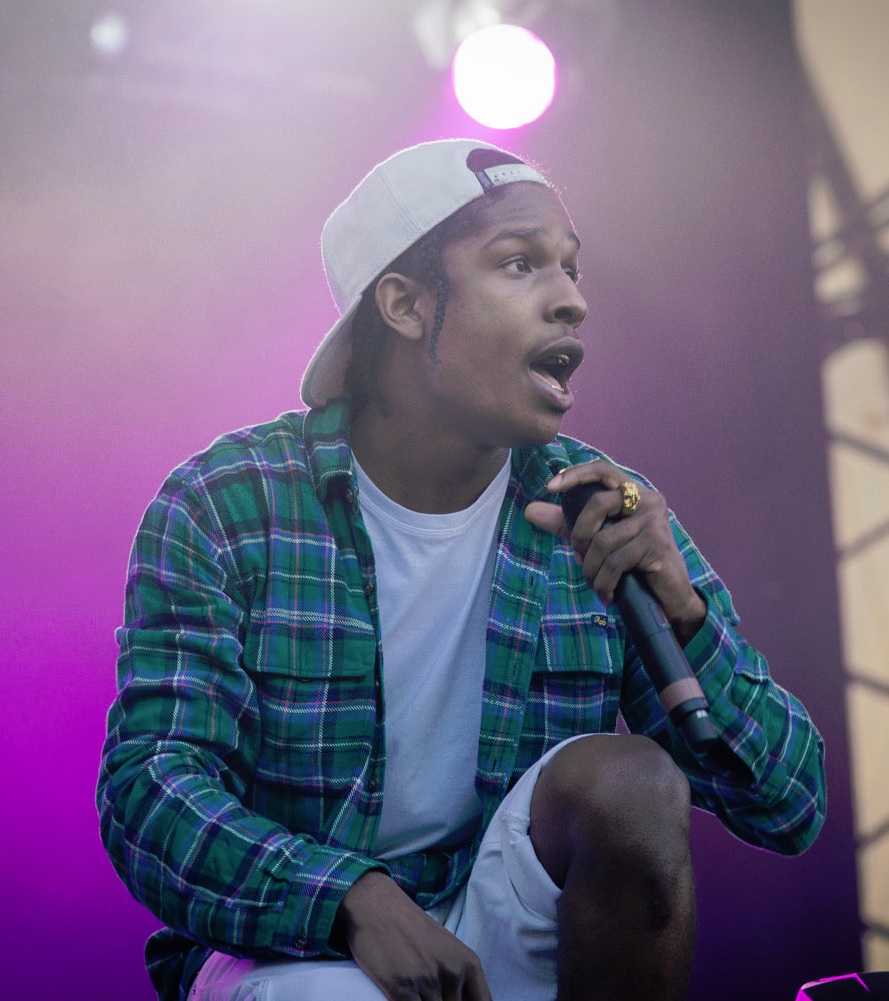
Als Gastmusiker wirkte bei Good for You A$AP Rocky mit.

Erste Gerüchte zu einem neuen Album und einer neuen Single entstanden im November 2014, nachdem sie das Ende ihrer Zusammenarbeit mit Hollywood Records bekannt gab und den Wechsel zu Interscope Records ankündigte.
Selena Gomez nahm Good for You in lediglich 45 Minuten auf. Sie verwirklicht in Good for You ihre Entwicklung der Selbstverwirklichung, ihre Zuversichtlichkeit als junge Frau und ihre Gefühle der Verletzlichkeit. Des Weiteren sagte sie: „Dies ist ein Stück, wo ich fühle, was einfach eine Frau verkörpern sollte, aber nicht auf dem gewöhnlichen Weg.“
Bei einem Interview mit dem Radiosender WHTZ beschrieb Gomez ihre Auffassung zu Good for You: „When I recorded the song, there was no feature. I don't even think there was a plan for a feature. I recorded the track, I responded to it so much that I had the entire team who wrote the song come to Mexico and finish the album with me because it was the perfect way and the perfect tone that's set for this next chapter for me. And then once it was done, I could not help but want somebody on it. And I'm obsessed with A$AP Rocky's new album. [.....] So I slipped it to him and next thing you know he responded really well."“
Am 9. Juni 2015 postete Gomez ein Bild mit dem Titel „Ready.. #itscomingsoon“. Es zeigt eine Sequenz aus dem Video zu Good for You, in der sie nachdenklich unter einer Dusche steht. Wenige Tage später veröffentlichte sie weitere Bilder von Sequenzen aus dem Musikvideo mit den Titeln „'Good For You.' JUNE 22. Now who would like the first look of my new music video?“ sowie „GOOD FOR YOU. JUNE 22. #IMready“.
Am 18. Juni erschien auf ihrer Instagram-Seite ein Video mit dem Untertitel „I feel like I can exhale“, das sie in einem Studio zeigt. Sie spricht folgende Sätze in ein Mikrofon: „But I'm blinded by the sun. I'm reborn in every moment, so who knows what I'll become?“ Es folgen sehr tiefe (für Gomez Musikstil untypische) Basstöne. Viele Musikjournalisten vermuteten, dass dies das Intro des Liedes darstellt.
Am 19. Juni wurde auf der Twitter-Seite von Gomez das Cover zur Single veröffentlicht. Es zeigt sie barfuß vor einer weißen Wand auf einem Hocker sitzend und nur mit einem weißen XXL-T-Shirt bekleidet. Mike Wass von Idolator lobte das Cover, da es Gomez’ Sexappeal und ihre Reifheit befestige. Er meint, dass die nächste Phase ihrer Karriere ihre Langzeit-Fans im positiven Sinn schockieren wird und das Cover seinen Teil dazu beiträgt. „Music Times“ lobten das Cover für das hübsche und natürliche Aussehen von Gomez. Im Verlauf des Tages wurden immer mehr Sequenzen aus dem Musikvideo veröffentlicht, die Gomez auch persönlich an Fans schickte. Die offizielle Premiere hatte Good for You auf dem Radiosender iHeartRadio.

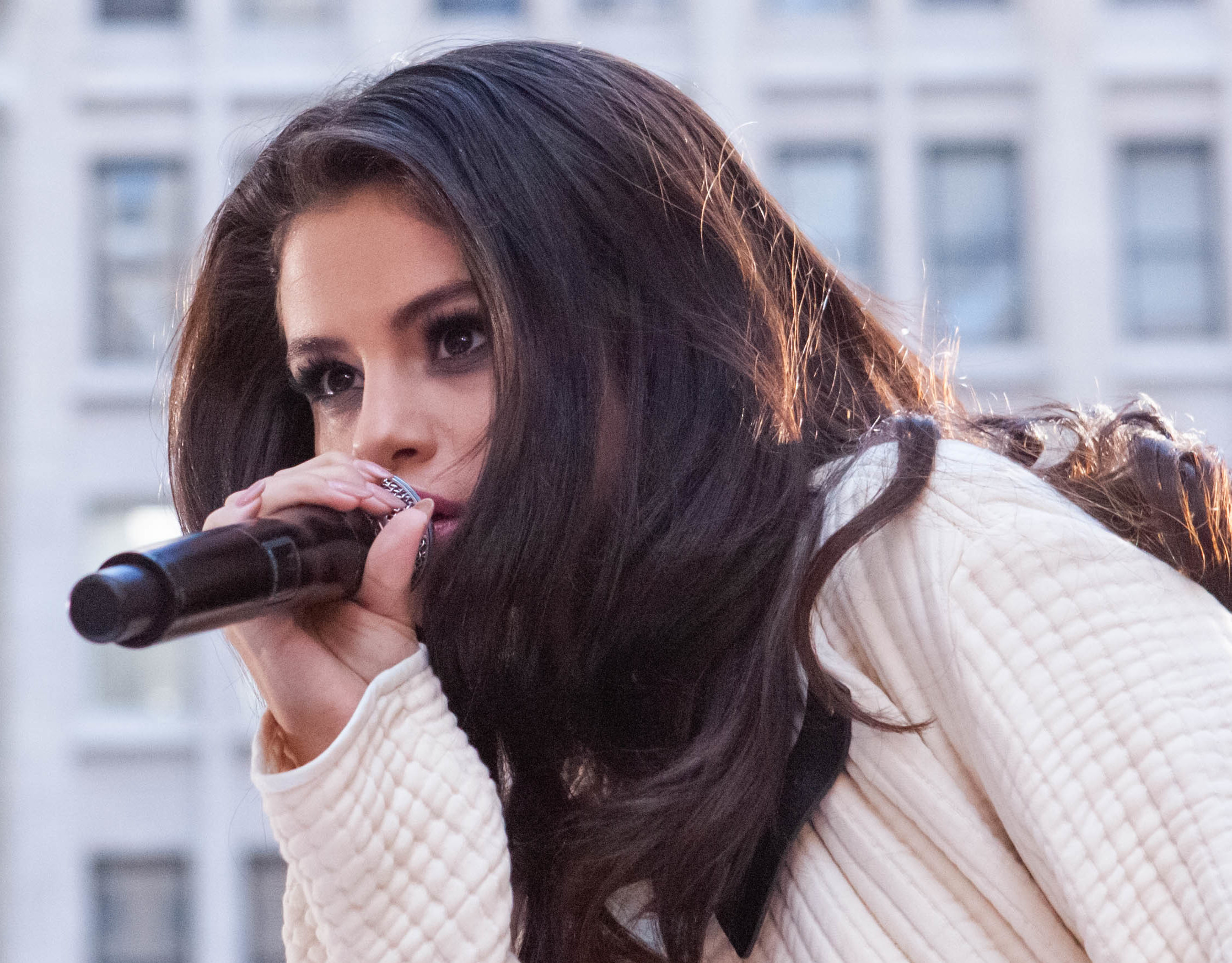
Selena Gomez singt Good for You in New York (2015)

Bei einer Fragerunde zu Good For You gab Gomez bekannt, dass es eines der ersten Lieder sei, das für ihr neues Album gewählt worden war, außerdem hätten sie Good For You als erste Singleauskopplung gewählt, weil es tongebend sei für das neue Album und ein Mix aus Gomez’ Wünschen abdecke, die darin bestehen, dass die erste Single sexy und voller Vergnügung sein muss.

## Musikrichtung
„Good for You“ ist als ein Mid-Tempo- und Pop-Slow-Jam-Stück einzuordnen, das auch Elemente von Electro und R&B enthält. Auffallend im Stück sind auch die Schlaginstrumente, die Drum-Machine, der Synthesizer und ein karger Bass. Im Vergleich zu Gomez anderen Liedern besitzt Good for You ein sehr düsteres Flair.

## Kritik
Milke Wass von Idolator lobte das Lied als einen steinkalten Schlag, welcher Gomez Sound komplett neu erfände und meint dazu, dass sie kaum wieder zu erkennen sei. Er lobt außerdem ihren neuen reiferen Musikstil. Des Weiteren lobt er die unnormale künstlerische Balance der Genres, als eine erfrischende originale Hymne und witzelt darüber, dass Stars Dance sich Lichtjahre weit entfernt fühle im Gegensatz zu Good for You. Als einzig negativ kritisierte er den Rap-Part von A$AP Rocky. Er beschrieb ihn als etwas gezwungen, aber dennoch angenehm anzuhören. USA Today wählte Good for You zu ihrer Single der Woche.

## Musikvideo
Regie in dem Musikvideo führte Sophie Muller, die schon für ihre Arbeit mit zahlreichen Stars wie Beyoncé, Lana del Rey und Ellie Goulding bekannt ist. Die Dreharbeiten begannen Anfang Juni 2015. Zum Musikvideo sagte Gomez, dass es sehr sinnlich sei und nur so voller Kraft und Motivation strotze. Das Musikvideo beinhaltet eine Remixversion von Good for You und der Part von A$AP Rocky fehlt.
Am 19. August wurde auf VEVO ein Explicit Video veröffentlicht, das die Originalversion von Good for You sowie den Rap-Part von A$AP Rocky enthält.

## Kommerzieller Erfolg
Bereits am Abend nach der Veröffentlichung erreichte Good for You Platz 1 der US-amerikanischen iTunes-Charts. Gleich in der Woche seiner Veröffentlichung stieg es auf Platz 58 der deutschen Charts ein. In der zweiten Woche stieg es um 19 Plätze, auf Platz 29 und ist somit nach Naturally ihre erfolgreichste Single in den deutschen Charts.

### Chartplatzierungen
| ChartsChartplatzierungen       | Höchstplatzierung | Wochen |
| ------------------------------ | ----------------- | ------ |
| Deutschland (GfK)              | 29 (28 Wo.)       | 28     |
| Österreich (Ö3)                | 27 (17 Wo.)       | 17     |
| Schweiz (IFPI)                 | 25 (29 Wo.)       | 29     |
| Vereinigte Staaten (Billboard) | 5 (26 Wo.)        | 26     |
| Vereinigtes Königreich (OCC)   | 23 (24 Wo.)       | 24     |

| ChartsJahrescharts (2015)      | Platzierung |
| ------------------------------ | ----------- |
| Schweiz (IFPI)                 | 62          |
| Vereinigte Staaten (Billboard) | 27          |

### Auszeichnungen für Musikverkäufe
| Land/Region                  | Auszeichnungen für Musikverkäufe (Land/Region, Auszeichnung, Verkäufe) | Verkäufe  |
| ---------------------------- | ---------------------------------------------------------------------- | --------- |
| Australien (ARIA)            | 5× Platin                                                              | 350.000   |
| Brasilien (PMB)              | Diamant                                                                | 250.000   |
| Dänemark (IFPI)              | 2× Platin                                                              | 180.000   |
| Deutschland (BVMI)           | Gold                                                                   | 200.000   |
| Ecuador (SOPROFON)           | Platin                                                                 | 6.000     |
| Italien (FIMI)               | Platin                                                                 | 50.000    |
| Kanada (MC)                  | 2× Platin                                                              | 160.000   |
| Mexiko (AMPROFON)            | Gold                                                                   | 30.000    |
| Neuseeland (RMNZ)            | Platin                                                                 | 15.000    |
| Norwegen (IFPI)              | 3× Platin                                                              | 180.000   |
| Österreich (IFPI)            | Gold                                                                   | 15.000    |
| Polen (ZPAV)                 | 2× Platin                                                              | 100.000   |
| Portugal (AFP)               | Gold                                                                   | 5.000     |
| Schweden (IFPI)              | 2× Platin                                                              | 80.000    |
| Spanien (Promusicae)         | Gold                                                                   | 20.000    |
| Vereinigte Staaten (RIAA)    | 3× Platin                                                              | 3.000.000 |
| Vereinigtes Königreich (BPI) | Platin                                                                 | 600.000   |
| Insgesamt                    | 5× Gold · 23× Platin · 1× Diamant ·                                    | 5.241.000 |

Hauptartikel: Selena Gomez/Auszeichnungen für Musikverkäufe